# Konagalli, Tirumakudal Narsipur
Konagalli là một làng thuộc tehsil Tirumakudal Narsipur, huyện Mysore, bang Karnataka, Ấn Độ.